# Zootrophion oblongifolium
Zootrophion oblongifolium är en orkidéart som först beskrevs av Robert Allen Rolfe, och fick sitt nu gällande namn av Carlyle August Luer. Zootrophion oblongifolium ingår i släktet Zootrophion och familjen orkidéer. Inga underarter finns listade i Catalogue of Life.